# Бюрос-Мандус
Бюро́с-Манду́с (фр. Burosse-Mendousse) — коммуна во Франции, находится в регионе Аквитания. Департамент — Атлантические Пиренеи. Входит в состав кантона Тер-де-Люи и Кото-дю-Вик-Бий. Округ коммуны — По.
Код INSEE коммуны — 64153.

## География
Коммуна расположена приблизительно в 630 км к югу от Парижа, в 155 км южнее Бордо, в 27 км к северо-востоку от По.

### Климат
Климат тёплый океанический. Зима мягкая, средняя температура января — от +5°С до +13°С, температуры ниже −10 °C бывают редко. Снег выпадает около 15 дней в году с ноября по апрель. Максимальная температура летом порядка 20-30 °C, выше 35 °C бывает очень редко. Количество осадков высокое, порядка 1100 мм в год. Характерна безветренная погода, сильные ветры очень редки.

## Население
Население коммуны на 2010 год составляло 58 человек.
| 1962 | 1968 | 1975 | 1982 | 1990 | 1999 | 2010 |
| ---- | ---- | ---- | ---- | ---- | ---- | ---- |
| 82   | 76   | 80   | 85   | 79   | 70   | 58   |

## Администрация
| Период | Период | Фамилия      | Партия                              | Примечания |
| ------ | ------ | ------------ | ----------------------------------- | ---------- |
| 1983   | 2001   | Робер Меспль | Французская коммунистическая партия |            |
| 2001   | 2020   | Ален Лешон   | Союз за народное движение           |            |

## Экономика
В 2010 году среди 40 человек трудоспособного возраста (15-64 лет) 22 были экономически активными, 18 — неактивными (показатель активности — 55,0 %, в 1999 году было 82,6 %). Из 22 активных жителей работали 22 человека (13 мужчин и 9 женщин), безработных не было. Среди 18 неактивных 4 человека были учениками или студентами, 11 — пенсионерами, 3 были неактивными по другим причинам.

## Достопримечательности
- Церковь Св. Иакова (XIII век)[4]
- Церковь Св. Мартина[5]
- Церковь Св. Людовика (XIX век)[6]
- Водяная мельница (XVIII век)[7]